# بانک کشاورزی روسیه
بانک کشاورزی روسیه (روسی: Россельхозбанк) شرکت دولتی خدمات مالی و بانکداری روسی است، که در سال ۲۰۰۰ تأسیس شد.